# Bastien Delrot

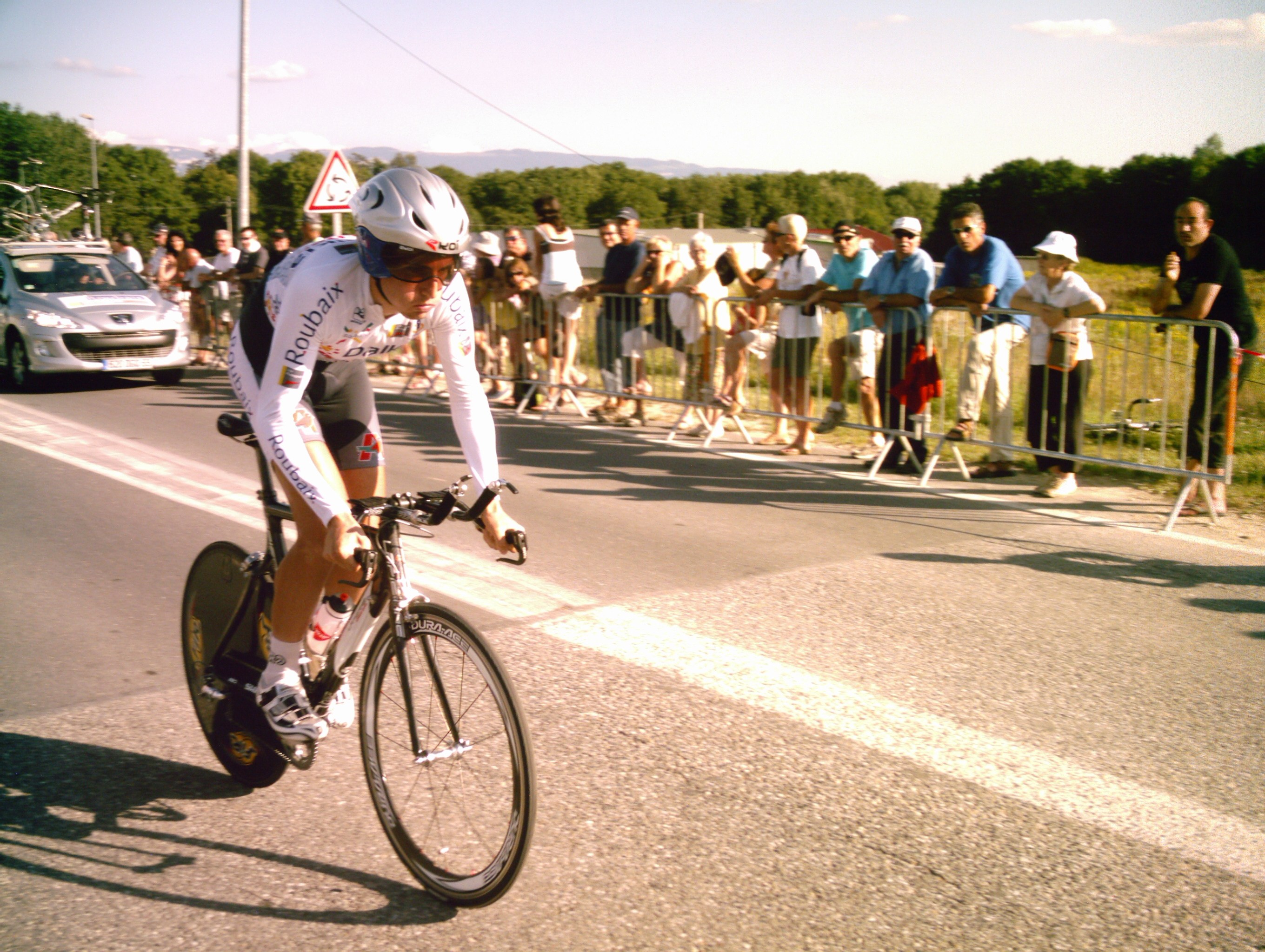
Bastien Delrot bei der Tour de l’Ain 2009

Bastien Delrot (* 1. Mai 1986 in Roubaix) ist ein ehemaliger französischer Radrennfahrer.
Delrot fuhr in den Jahren 2008 und 2009 für das UCI Continental Team Roubaix Lille Métropole. Er wurde 2008 Siebzehnter beim GP de Fourmies, einem Eintagesrennen hors categorie und 2009 Sechster beim Vlaamse Pijl. Im Jahr 2010 gehörte er zum deutschen Team NetApp, ohne vordere Platzierungen zu erzielen. Sein letztes internationales Engagement hatte er zu Beginn der Saison 2011 beim Team WorldofBike.Gr.

## Teams
- 2008: Roubaix Lille Métropole
- 2009: Roubaix Lille Métropole
- 2010: Team NetApp
- 2011: Team WorldofBike.Gr (bis 28.02)